# Ch-55
Ch-55 (ros. Х-55, kod NATO AS-15 Kent) – radziecki, następnie rosyjski strategiczny pocisk manewrujący powietrze-ziemia z głowicą jądrową, odpowiednik amerykańskich AGM-86 ALCM. Jego modyfikacją jest konwencjonalny pocisk manewrujący Ch-555 z początku XXI wieku, używany bojowo przez rosyjskie lotnictwo przeciw celom w Syrii i Ukrainie.

## Historia

### Ch-55

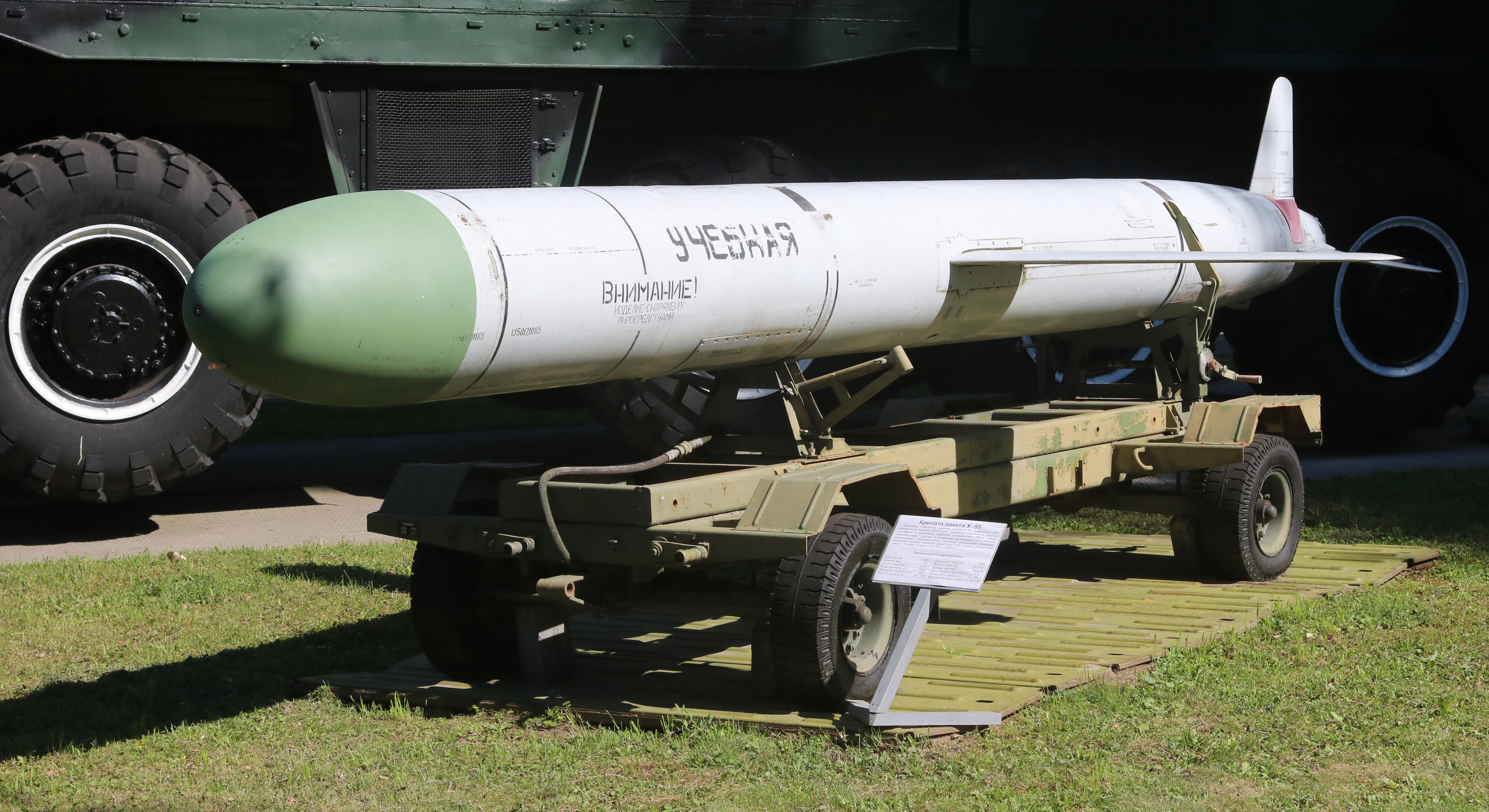
Szkolny pocisk Ch-55 w Muzeum Ukraińskich Sił Powietrznych w Winnicy

Pocisk został skonstruowany przez biuro Raduga. Pierwsze testy Ch-55 odbyły się w 1978 roku, w uzbrojeniu od 1984. Przenoszony przez samoloty Tu-95MS oraz Tu-160. Samolot Tu-95MS przenosi sześć pocisków w komorze bombowej na wyrzutni bębnowej, a w wersji Tu-95MS16 dodatkowo 10 na czterech wysięgnikach pod skrzydłami, natomiast Tu-160 przenosi 12 pocisków w dwóch komorach bombowych na wyrzutniach bębnowych. Pocisk Ch-55 stanowi część systemu uzbrojenia Osina, a jego ulepszoną wersją rozwojową jest Ch-55SM w składzie systemu Sprut.
Ch-55 jest wyposażony w bezwładnościowo-dopplerowski system nawigacyjny z korektą położenia w zadanych regionach. Pocisk napędzany jest silnikiem odrzutowym R95-300 konstrukcji AMNTK Sojuz (wczesne serie TRRD-50 konstrukcji OMKB w Omsku). Silnik wysuwany jest po starcie pod ogonową część pocisku. Ładunek bojowy stanowi ładunek jądrowy o równoważniku trotylowym 200 kT.

### Ch-555
W latach 90. XX wieku w związku z zakończeniem zimnej wojny i zmianą charakteru działań lotnictwa opracowano wersję pocisku z głowicą konwencjonalną Ch-555. Powstawała ona w drodze konwersji pocisków starszej wersji Ch-55. Zastąpienie głowicy nuklearnej o masie ok. 150 kg przez burzącą o masie ponad 300 kg spowodowało zmianę wyważenia i konieczność dodania destabilizatorów w przedniej części pocisku. W związku z wymaganiem większej dokładności trafienia, zmieniono układ naprowadzania na analogiczny do pocisku Ch-101. Łączy on układ nawigacji bezwładnościowej, odbiornik nawigacji satelitarnej SN-99 (konstrukcji rosyjskiego KB NAVIS z Moskwy), system śledzenia profilu terenu z radiowysokościomierzem i optoelektroniczny system rozpoznawania terenu Otblesk-U. System Otblesk porównuje obraz celu w końcowej fazie lotu ze zdjęciami. Zasięg pocisku nie został ujawniony oficjalnie; z wypowiedzi dowódcy lotnictwa rosyjskiego w 2003 roku wynikał zasięg 2500–2800 km, co jest zgodne z szacunkami. Napęd stanowi silnik TRRD-50M produkowany w Rybińsku w Rosji.
Próbne odpalenia pocisku Ch-555 rozpoczęto w 1999 roku, a produkcja rozpoczęła się w 2002 roku. 

## Użycie
Po rozpadzie ZSRR znaczna liczba rakiet pozostała na Ukrainie. Po 1998 roku Ukraina przekazała Rosji w ramach rozliczeń 575 pocisków, a 487 następnie zutylizowano. 12 pocisków jednak Ukraina sprzedała w 2001 roku do Iranu, a 6 do Chin (bez głowic jądrowych).
Pociski używane są wyłącznie przez lotnictwo strategiczne Rosji. Pociski konwencjonalne Ch-555 zadebiutowały bojowo przeciwko Państwu Islamskiemu – po raz pierwszy 17 listopada 2015 roku, na cele na terenie Syrii, po wysadzeniu przez terrorystów rosyjskiego samolotu Airbus A321.
Pociski Ch-555 były następnie używane bojowo podczas inwazji Rosji na Ukrainę w 2022 roku. Część z nich była zestrzeliwana przez ukraińską obronę przeciwlotniczą. 15 listopada, podczas największego do tej pory ataku wystrzelono 96 pocisków Ch-555 i Ch-101. 17 listopada 2022 roku zestrzelono nad Ukrainą także pocisk Ch-55 z ekwiwalentem masowym zamiast głowicy atomowej – przypuszczalne wystrzelony w celu rozproszenia sił obrony przeciwlotniczej, przy tym pocisk taki mógłby też wywołać pewne zniszczenia uderzeniem i pożarem resztek paliwa.
16 grudnia 2022 roku pocisk Ch-55 z ekwiwalentem masowym zamiast głowicy, wystrzelony nad Białorusią, spadł na terenie Polski, w lesie pod wsią Zamość 15 km na południowy zachód za Bydgoszczą. Według zapewnień premiera Mateusza Morawieckiego, był on śledzony przez obronę przeciwlotniczą, jednakże pocisk został przypadkowo odnaleziony przez osobę prywatną dopiero 22 kwietnia 2023 roku i incydent został ujawniony kilka dni później. Nie jest jasne, czy upadek w Polsce, w pobliżu m.in. zakładów lotniczych w Bydgoszczy, zaangażowanych w pomoc materiałową dla Ukrainy, wynikał z usterki starego pocisku, czy był celową prowokacją. Ewentualna prowokacja, zdaniem niektórych osób, ma też związek z tym, że w Bydgoszczy znajduje się większość sił NATO w Polsce, a w tym: 3 Batalion Łączności NATO, Zespół Wsparcia Teleinformatycznego NATO, Centrum Eksperckie Policji Wojskowych NATO, Jednostka Integracji Sił NATO oraz Centrum Szkolenia Sił Połączonych JFTC. Bydgoszcz pozostaje też drugim co do wielkości polskim garnizonem (Garnizon Bydgoszcz).

## Wersje
- Ch-55 (izdielije 122, RKW-500A, kod NATO AS-15a) – wersja lotnicza, w składzie systemu K-012 Osina.
- Ch-55-OK (izdielije 124) – wersja lotnicza.
- Ch-55SM (izdielije 125, RKW-500B, kod NATO AS-15b) – ulepszona wersja lotnicza, w składzie systemu K-016 Sprut.
- Ch-555 – wersja zmodernizowana z głowicą bojową konwencjonalną, z konforemnymi zbiornikami paliwa, zasięg ok. 2500 km

## Dane taktyczno-techniczne Ch-55
- Prędkość: 0,48-0,77 Ma
- Zasięg:
  - Ch-55: 2500 km
  - Ch-55SM: 3000 km[1]